# 才湾镇
才湾镇，是中华人民共和国广西壮族自治区桂林市全州县下辖的一个乡镇级行政单位。湘江战役脚山铺阻击战旧址位于该镇南一村委脚山铺村，现建有红军长征湘江战役纪念园。

## 行政区划
才湾镇下辖以下地区：
天湖社区、才湾村、小塘村、金堂村、南一村、邓吉村、田心村、岩泉村、秦家塘村、白石村、七星村、驿马村、紫岭村、永佳洞村、五福村、新村和南洞村。